# Vincent Cable
Sir  John Vincent "Vince" Cable (født 9. maj 1943) var leder af partiet Liberaldemokraterne i Storbritannien fra 2017 til 2019. Fra 2010 til 2015 var han britisk erhvervsminister. 
Vince Cable studerede på universitetet i Cambridge, opnåede ph.d.-grad i økonomi fra universitetet i Glasgow i 1973, forelæste derpå i sit fag samme sted og siden ved London School of Economics (LSE).  Hans forfatterskab er omfattende om emner som globalisering, udvikling, integration og udenrigsinvesteringer. Cable blev udnævnt til æresprofessor i 2016 ved universitetet i Nottingham. Mellem 1990 og 1997 var han ansat hos Shell, fra 1995 som cheføkonom. 
Oprindeligt aktiv i liberal studenterpolitik opstillede Vince Cable ved parlamentsvalget i 1970 for Labour uden at opnå valg, men blev siden byrådsmedlem i Glasgow. Han gik i 1982 over til udbryderne i Social Democrats, som fra 1988 blev del af Liberaldemokraterne. Cable var medlem af Underhuset 1997-2015 og igen fra 2017-2019 for kredsen Twickenham. Som sit partis næstformand 2006-2010 fungerende han som partileder i efteråret 2007 forud for valget af Nick Clegg. Som medlem af kabinettet i den konservativt-liberaldemokratiske koalitionsregering 2010-2015 forestod Vince Cable salget af Royal Mail. Ved sin afgang som minister blev han slået til ridder. Efter at have tilbageerobret sin parlamentsvalgkreds, fortsatte det politiske comeback, idet Cable var eneste kandidat opstillet som efterfølger for Tim Farron, da han trådte tilbage i juni 2017. I juli 2019 trådte han tilbage og meddelte samtidig, at han ikke ville genopstille ved næste valg, som fandt sted i december samme år. Hans afløser som partileder blev Jo Swinson. Vince Cable var den ældste britiske partileder siden Winston Churchill. Hans politiske profil er socialliberal.    
Sir Vince har tre voksne børn. Efter sin første hustrus død i 2001, giftede han sig på ny i 2004. I 2010 opnåede han toppoint i en særlig juleudgave af briternes Vild med dans.  
 Der er for få eller ingen kildehenvisninger i denne artikel, hvilket er et problem. Du kan hjælpe ved at angive troværdige kilder til de påstande, som fremføres i artiklen.